# Full Gear (2019)
Full Gear 2019 fue la primera edición del Full Gear, el evento pago por visión de lucha libre profesional producido por la empresa estadounidense All Elite Wrestling. Tuvo lugar el 9 de noviembre de 2019 desde el Royal Farms Arena en Baltimore, Maryland. El tema oficial del evento fue "Nowhere to Run" de Fozzy.

## Producción
Durante All Out, All Elite Wrestling anunció que su próximo pago por visión se llamaría Full Gear.

## Antecedentes
Al final de Double or Nothing, Jon Moxley apareció entre la multitud y atacó a Chris Jericho y Kenny Omega. Este último se defendió y se peleó en el escenario de entrada, donde Moxley arrojó a Omega sobre el escenario. A finales de agosto, Moxley fue programado para enfrentarse a Omega en All Out, pero la lucha se canceló debido a una lesión en el codo de Moxley. El 4 de septiembre, su lucha fue reprogramada para Full Gear. En el episodio del 30 de octubre del programa semanal de AEW, Dynamite, se anunció que el combate de Moxley y Omega sería un Unsanctioned Lights Out match.
En All Out, Chris Jericho derrotó a "Hangman" Adam Page para convertirse en el primer Campeón Mundial de AEW, mientras que en el mismo evento, Cody derrotó a Shawn Spears para incrementar su récord de victorias-derrotas-empates individuales a 2–0–1. Debido al récord de victorias individuales de Cody, se le concedió una oportunidad por el Campeonato Mundial de AEW contra Jericho en Full Gear. El 29 de octubre, AEW anunció que el combate incluiría un panel de jueces de primera fila que decidirían el ganador en el caso de que el combate llegue a un límite de tiempo. En el episodio del 6 de noviembre de Dynamite, Cody proclamó que si no ganaba en Full Gear, nunca volvería a competir por el campeonato.
En All Out, Santana & Ortiz debutaron en AEW y atacaron a The Young Bucks (Matt Jackson & Nick Jackson) después del combate de estos últimos. Durante el episodio debut de Dynamite el 2 de octubre, Santana y Ortiz se unieron con Chris Jericho y derrotaron a The Elite (Kenny Omega y The Young Bucks). Santana y Ortiz se unirían al stable de Jericho The Inner Circle y desafiaron a The Young Bucks a un combate en Full Gear que los Bucks aceptaron.
En Double or Nothing, "Hangman" Adam Page estaba programado para enfrentar a Pac, pero debido a diferencias creativas con Dragon Gate, una empresa por la que Pac también luchaba y era el campeón reinante en aquel entonces, su combate fue cancelado. Después de resolver esas diferencias creativas, Pac tuvo su primera lucha de AEW en All Out, derrotando a Kenny Omega. Durante una entrevista posterior al evento, Page fue interrumpido por Pac, quien dijo que había regresado a AEW para vengarse de Page. Luego se programó una lucha entre los dos en el debut de Dynamite el 2 de octubre, que Pac ganó. Page luego se unió a Omega y derrotó al equipo de Pac y Jon Moxley en el episodio de Dynamte del 16 de octubre. Más tarde, fue programada una lucha entre Page y Pac en Full Gear.
El 30 de octubre en Dynamite, SoCal Uncensored (Frankie Kazarian & Scorpio Sky) derrotaron a Lucha Brothers (Pentagón Jr. & Fénix) para ganar el inaugural Campeonato Mundial en Parejas de AEW. La semana siguiente, SCU fue programado para defender el campeonato en Full Gear contra los Lucha Brothers y los ganadores del combate entre The Dark Order (Evil Uno & Stu Grayson) y Private Party (Isiah Kassidy & Marq Quen), que ganó Private Party.
El 6 de noviembre, Riho fue programada para defender el Campeonato Mundial Femenino de AEW contra su exentrenadora, Emi Sakura. Esa noche en Dynamite, Sakura hizo equipo con Jamie Hayter y derrotó a Riho y Shanna, con Sakura cubriendo a Shanna.
El 7 de noviembre, durante AEW Countdown: Full Gear, se anunció que Joey Janela se enfrentaría a Shawn Spears en el evento.
Durante la lucha de equipos entre Bea Priestley y Shoko Nakajima contra Dr. Britt Baker D.M.D. y Riho en el pre-show de Fight for the Fallen, Priestley pateó a Baker en la parte posterior de la cabeza, dándole una conmoción cerebral. Durante el pre-show de All Out, Baker eliminó a Priestley del Casino Battle Royale para determinar a una de las dos retadoras por el inaugural Campeonato Mundial Femenino de AEW, pero Priestley a su vez ayudó a eliminar a Baker, permitiendo que Nyla Rose ganara. Durante el episodio del 5 de noviembre de Dark, se programó un combate entre Baker y Priestley para el pre-show de Full Gear.

## Resultados
En paréntesis se indica el tiempo de cada combate:
- The Buy In: Dr. Britt Baker D.M.D. derrotó a Bea Priestley (11:35).[19]
  - Baker forzó a Priestley a rendirse con un «Lockjaw».
  - Después de la lucha, Brandi Rhodes y Awesome Kong atacaron a Priestley.
- Proud n' Powerful (Santana & Ortiz) derrotaron a The Young Bucks (Matt Jackson & Nick Jackson) (21:00).[19]
  - Ortiz cubrió a Nick después de un «Street Sweeper».
  - Después de la lucha, Santana, Ortiz y Sammy Guevara atacaron a The Young Bucks, pero The Rock 'n' Roll Express (Robert Gibson & Ricky Morton) salieron a detenerlos.
- "Hangman" Adam Page derrotó a PAC (18:30).[19]
  - Page cubrió a PAC después de un «Dead Eye».
- Shawn Spears (con Tully Blanchard) derrotó a Joey Janela (11:45).[19]
  - Spears cubrió a Janela después de un «Running Death Valley Driver».
  - Durante la lucha, Blanchard interfirió a favor de Spears.
- SoCal Uncensored (Frankie Kazarian & Scorpio Sky) derrotaron a Lucha Brothers (Pentagón Jr. & Rey Fénix) y Private Party (Isiah Kassidy & Marq Quen) y retuvieron el Campeonato Mundial en Parejas de AEW (13:00).[19]
  - Kazarian cubrió a Kassidy después de un «SCU Later».
  - Después de la lucha, los Lucha Brothers atacaron a Kazarian & Sky, pero Christopher Daniels salió a detenerlos.
  - El Campeonato Mundial en Parejas de AAA de los Lucha Brothers no estuvo en juego.
- Riho derrotó a Emi Sakura y retuvo el Campeonato Mundial Femenino de AEW (13:20).[19]
  - Riho cubrió a Sakura con un «Roll-up».
  - Después de la lucha, ambas se dieron la mano en señal de respeto.
- Chris Jericho (con Jake Hager) derrotó a Cody (con MJF) y retuvo el Campeonato Mundial de AEW (29:35).[19]
  - Jericho ganó la lucha después de que MJF lanzara la toalla mientras Jericho le aplicaba un «Liontamer» a Cody para detener la lucha.
  - Durante la lucha, Hager interfirió a favor de Jericho, pero la árbitro lo expulsó del ringside.
  - Después de la lucha, Jericho celebró con los demás miembros de The Inner Circle.
  - Después de la lucha, MJF atacó a Cody, cambiando a heel.
  - Como resultado, Cody no podrá volver a competir por el título nunca más en el futuro.
- Jon Moxley derrotó a Kenny Omega en un Unsanctioned Lights Out Match (38:45).[19]
  - Moxley cubrió a Omega después de un «Paradigm Shift» sobre la madera descubierta del ring.
  - El Megacampeonato de AAA de Omega no estuvo en juego.